# Motor City Resurrection
Motor City Resurrection är bandet The 69 Eyes andra album, som enbart släppts i Finland, 1994.

## Låtlista
1. Dischipline
2. Deuce
3. Mrs.Sleazy
4. Hot Butterfly
5. Sugarman
6. Stop Bitching!
7. Barbarella
8. Gimme Some Skin
9. Juice Lucy
10. Hills Have Eyes
11. 100 Itching for Action
12. No Hesitation
13. Alive!
14. Gimme Some Head
15. One-Shot Woman
16. TV Eye
17. Motormouth
18. Return of the Fly
19. Is It My Body
20. Call Me Animal